# Lincolnville (Carolina del Sud)
Lincolnville és una població dels Estats Units a l'estat de Carolina del Sud. Segons el cens del 2000 tenia 904 habitants.

## Demografia
Segons el cens del 2000, Lincolnville tenia 904 habitants, 347 habitatges i 232 famílies. La densitat de població era de 306,2 habitants/km².
Dels 347 habitatges en un 30,3% hi vivien nens de menys de 18 anys, en un 40,3% hi vivien parelles casades, en un 20,7% dones solteres, i en un 33,1% no eren unitats familiars. En el 26,2% dels habitatges hi vivien persones soles el 7,2% de les quals corresponia a persones de 65 anys o més que vivien soles. El nombre mitjà de persones vivint en cada habitatge era de 2,59 i el nombre mitjà de persones que vivien en cada família era de 3,13.
Per edats la població es repartia de la següent manera: un 28,4% tenia menys de 18 anys, un 6,4% entre 18 i 24, un 30,2% entre 25 i 44, un 23,7% de 45 a 60 i un 11,3% 65 anys o més.
L'edat mediana era de 35 anys. Per cada 100 dones de 18 o més anys hi havia 97,9 homes.
La renda mediana per habitatge era de 29.583$ i la renda mediana per família de 31.932$. Els homes tenien una renda mediana de 30.114$ mentre que les dones 20.000$. La renda per capita de la població era de 16.311$. Entorn del 21% de les famílies i el 23,5% de la població estaven per davall del llindar de pobresa.

## Poblacions més properes
El següent diagrama mostra les poblacions més properes.